# Bob la Jocurile Olimpice de iarnă din 1924
Proba sportivă de bob la Jocurile Olimpice de iarnă din 1924 s-a desfășurat în perioada 2-3 februarie 1924 la Chamonix, Franța. Singura probă desfășurată a fost cea de bob patru masculin. Totuși, regulile de la acel moment permiteau participarea și a unui al cincilea bober.

## Clasament pe țări
| Loc | Țară                 | Aur | Argint | Bronz | Total |
| --- | -------------------- | --- | ------ | ----- | ----- |
| 1   | Elveția (SUI)        | 1   | 0      | 0     | 1     |
| 1   | Marea Britanie (GBR) | 0   | 1      | 0     | 1     |
| 2   | Belgia (BEL)         | 0   | 0      | 1     | 1     |
|     | Total                | 1   | 1      | 1     | 3     |

## Medaliați
| Probă sportivă | Aur                                                                                              | Argint | Bronz |
| Patru masculin | Elveția (SUI) · Elveția I · Alfred Neveu · Eduard Scherrer · Alfred Schläppi · Heinrich Schläppi | Marea Britanie (GBR) · Marea Britanie II · Thomas Arnold · Ralph Broome · Alexander Richardson · Rodney Soher | Belgia (BEL) · Belgia I · Charles Mulder · René Mortiaux · Paul Van den Broeck · Victor Verschueren · Henri Willems |

## Rezultate
| Loc | Echipă                  | Boberi                                                                                                  | Manșa 1 | Manșa 2 | Manșa 3 | Manșa 4 | Total   |
| --- | ----------------------- | --- | ------- | ------- | ------- | ------- | ------- |
| 1   | Elveția I (SUI)         | Eduard Scherrer, Alfred Neveu, Alfred Schläppi și Heinrich Schläppi                                     | 1:27,39 | 1:26,60 | 1:25,02 | 1:26,53 | 5:45,54 |
| 2   | Marea Britanie II (GBR) | Ralph Broome, Thomas Arnold, Alexander Richardson și Rodney Soher                                       | 1:28,73 | 1:28,67 | 1:25,76 | 1:25,67 | 5:48,83 |
| 3   | Belgia I (BEL)          | Charles Mulder, René Mortiaux, Paul Van den Broeck, Victor Verschueren și Henri Willems                 | 1:29,89 | 1:34,22 | 1:29,98 | 1:28,20 | 6:02,29 |
| 4   | Franța II (FRA)         | André Berg, Henri Aldebert, Georges André și Jean de Suarez d'Aulan                                     | 1:39,35 | 1:34,99 | 1:36,68 | 1:31,93 | 6:22,95 |
| 5   | Marea Britanie I (GBR)  | William Horton, Archibald Crabbe, Gerard Fairlie și George Pim                                          | 1:42,33 | 1:41,28 | 1:38,58 | 1:38,52 | 6:40,71 |
| 6   | Italia I (ITA)          | Lodovico Obexer, Massimo Fink, Paolo Herbert, Giuseppe Steiner și Aloise Trenker                        | 1:53,00 | 1:49,69 | 1:48,73 | 1:43,99 | 7:15,41 |
| –   | Franța I (FRA)          | Étienne Legrand, Gabriel Izard, Jacques Jany și Fernand Legrand                                         | 4:29,01 | –       | 2:00,79 | 1:56,58 | –       |
| –   | Italia II (ITA)         | Luigi Tornielli di Borgolavezzaro, Adolfo Bocchi, Leonardo Bonzi, Alfredo Spasciani și Alberto Visconti | 4:08,44 | –       | –       | –       | –       |
| –   | Elveția II (SUI)        | Charles Stoffel, Alois Faigle, Anton Guldener și Edmond Laroche                                         | 5:38,00 | –       | –       | –       | –       |